# اسلحه (فیلم ۲۰۱۰)
اسلحه (به انگلیسی: Gun) فیلمی محصول سال ۲۰۱۰ و به کارگردانی جسی تررو است. در این فیلم بازیگرانی همچون کورتیس جکسون، وال کیلمر، آنالین مک‌کرد، جیمز رمار، دنی ترخو، لا لا آنتونی، کریستا کمبل، جان لاروکات و پال کالدرون ایفای نقش کرده‌اند.